# Rukometna reprezentacija SAD-a
Rukometna reprezentacija SAD-a predstavlja državu SAD u športu rukometu.

## Nastupi napanameričkim prvenstvima
- prvaci:
- doprvaci: 1983., 1985.
- treći: 1979., 1981., 1989., 1994., 1996.

## Nastupi naPanameričkim igrama
- prvaci:
- doprvaci:
- treći:

## Nastupi naOI
- prvaci:
- doprvaci:
- treći:

## Nastupi naSP
- prvaci:
- doprvaci:
- treći: